# Quantum Link
O Quantum Link foi um serviço online para Commodore 64 e 128 que entrou em operação em 1985 operado pela Quantum Computer Services.
O serviço era uma versão modificada do serviço PlayNET, que foi criado em 1984, possuía serviços de notícias, chat, troca de arquivos, BBS e jogos online de damas, xadrez, gamão, jogo da forca e um semelhante ao Wheel of Fortune, posteriormente foram adicionados jogos de cassinos.
Um dos jogos mais notáveis da rede foi o Habitat, considerado o primeiro MMO, em 1989 o serviço mudou o nome para America Online. Em 2005 um grupo de entusiastas reativou a rede, que pode ser acessada por emuladores do Commodore 64.